# Gekonovití
Gekonovití (Gekkonidae) jsou čeledí malých až středně velkých ještěrů, charakteristická prsty s přísavnými ploškami a srostlými očními víčky. Žijí v teplejších oblastech na celém světě, v Česku se vyskytuje kosmopolitní Gekon turecký, jenž byl do dalších zemí, včetně České republiky, zavlečen z původních oblastí výskytu na většinu území svého současného rozšíření.

## Charakteristika

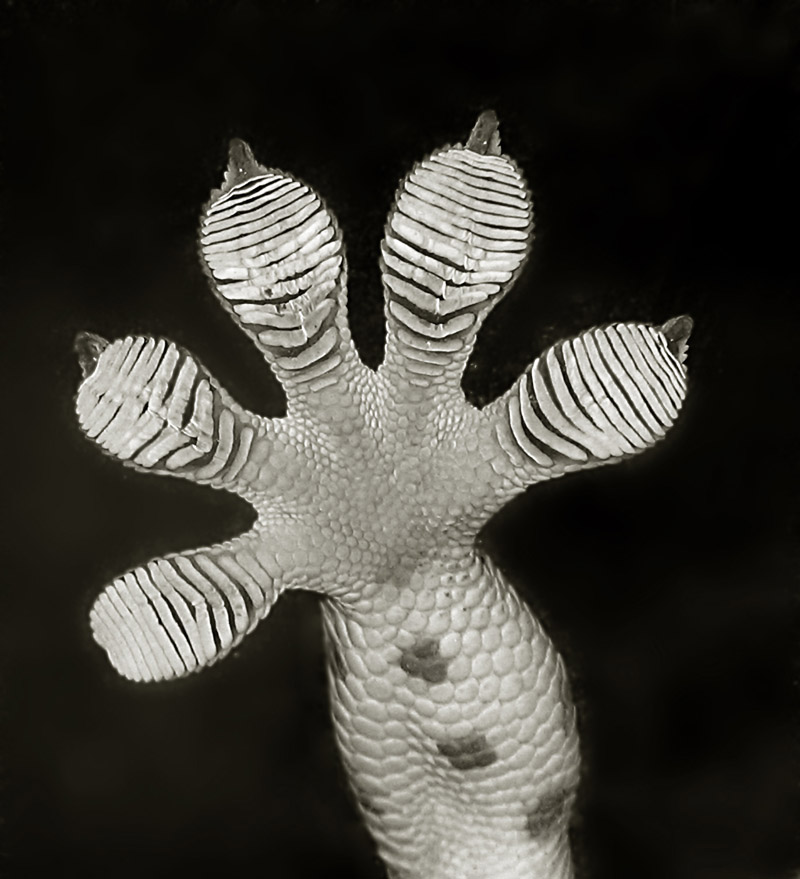
noha gekona

Gekonovití jsou vývojově starou skupinou ještěrů. Většinou jsou drobní, 7–15 cm dlouzí (maximálně však až 37 cm), mají plochou hlavu, kratší lámavý ocas a na končetinách dobře vyvinutých pět prstů opatřených lamelami a přísavkami, které jim umožňují snadné šplhání po skalách, stromech nebo i po kolmé zdi či skle. Síla, která udrží gekona „přisátého“ k povrchu, jen Van der Waalsova interakce mezi množstvím lamel na chodidle ještěra a povrchem samotným. Kdyby se dospělý, 70 g vážící gekon dotýkal povrchu všemi lamelami na svých končetinách najednou, ideální adhezivní síla by udržela 133 kilogramů. Ve skutečnosti ale člověka neudrží, protože by byla nutná značně větší plocha. Gekon se lehce udrží na hydrofobním povrchu (např. teflon), ale nikoli na hydrofilním (např. sklo) za mokra.
Kůže gekonů bývá měkká, složená z mnoha drobných šupin. Gekonovití jsou aktivní v noci, mívají proto velké oči, oční víčka jsou u většiny druhů srostlá a tvoří průhledný kožní kryt. Obratle jsou amficélní nebo procélní, zuby pleurodontní.
Živí se členovci nebo drobnými obratlovci. Samci některých druhů gekonů vydávají velmi hlasité zvuky. Vzácností není partenogeneze, gekonovití jsou vejcorodí – zvláštností jsou vajíčka s tvrdou, vápenitou skořápkou. V jedné snůšce jsou jen 1–3 vejce, samice však kladou vejce i vícekrát za rok.

## Rozšíření
Gekonovití jsou hojní v tropech, subtropech i teplejších oblastech mírného pásma, a to na celém světě. Gekon turecký je v České republice v současnosti znám jen z Moravy a Slezska. Nejblíže ČR pak gekoni žijí ve Středomoří včetně Balkánského poloostrova. Celkem se popisuje přes 1100 recentních druhů.

## Galerie

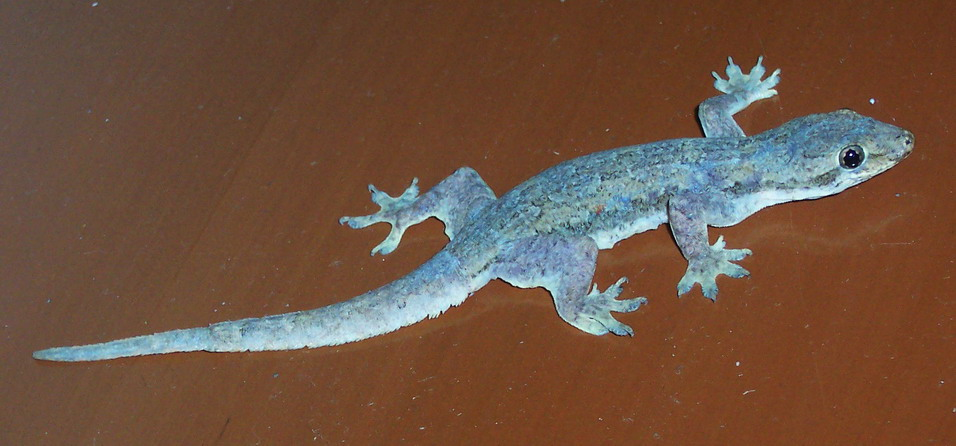
Cosymbotus platyurus
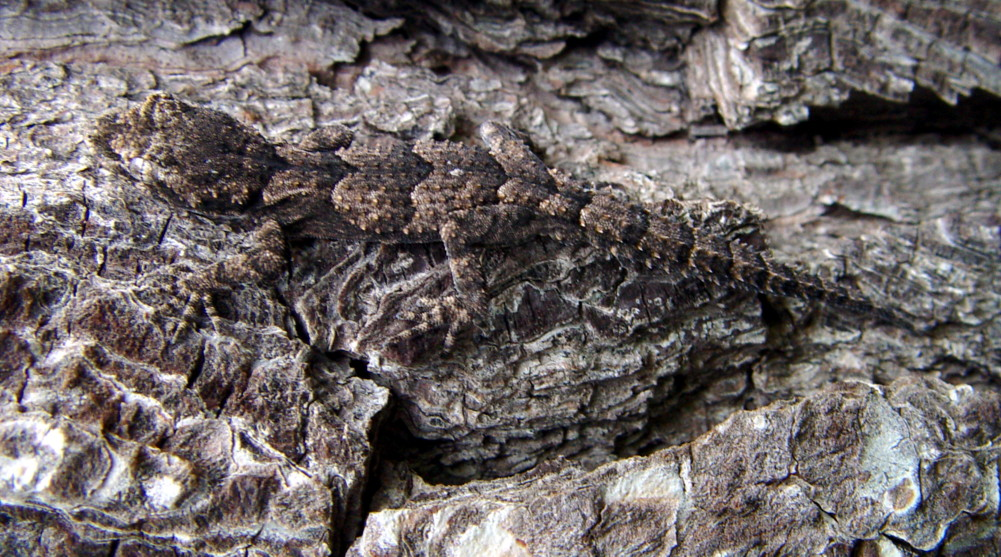
gekon hrbolkatý (Cyrtodactylus kotschyi)
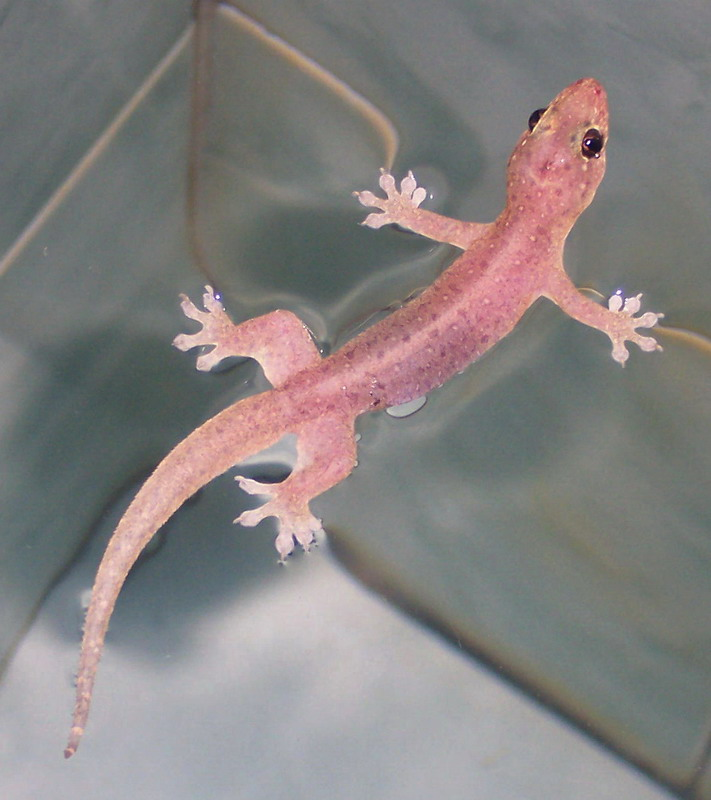
Gehyra mutilata
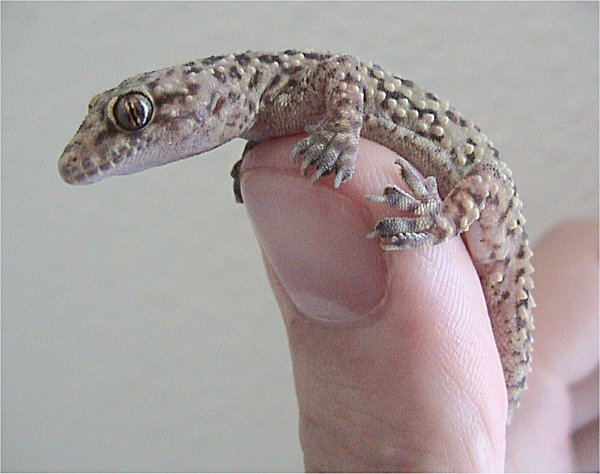
gekon turecký (Hemidactylus turcicus)
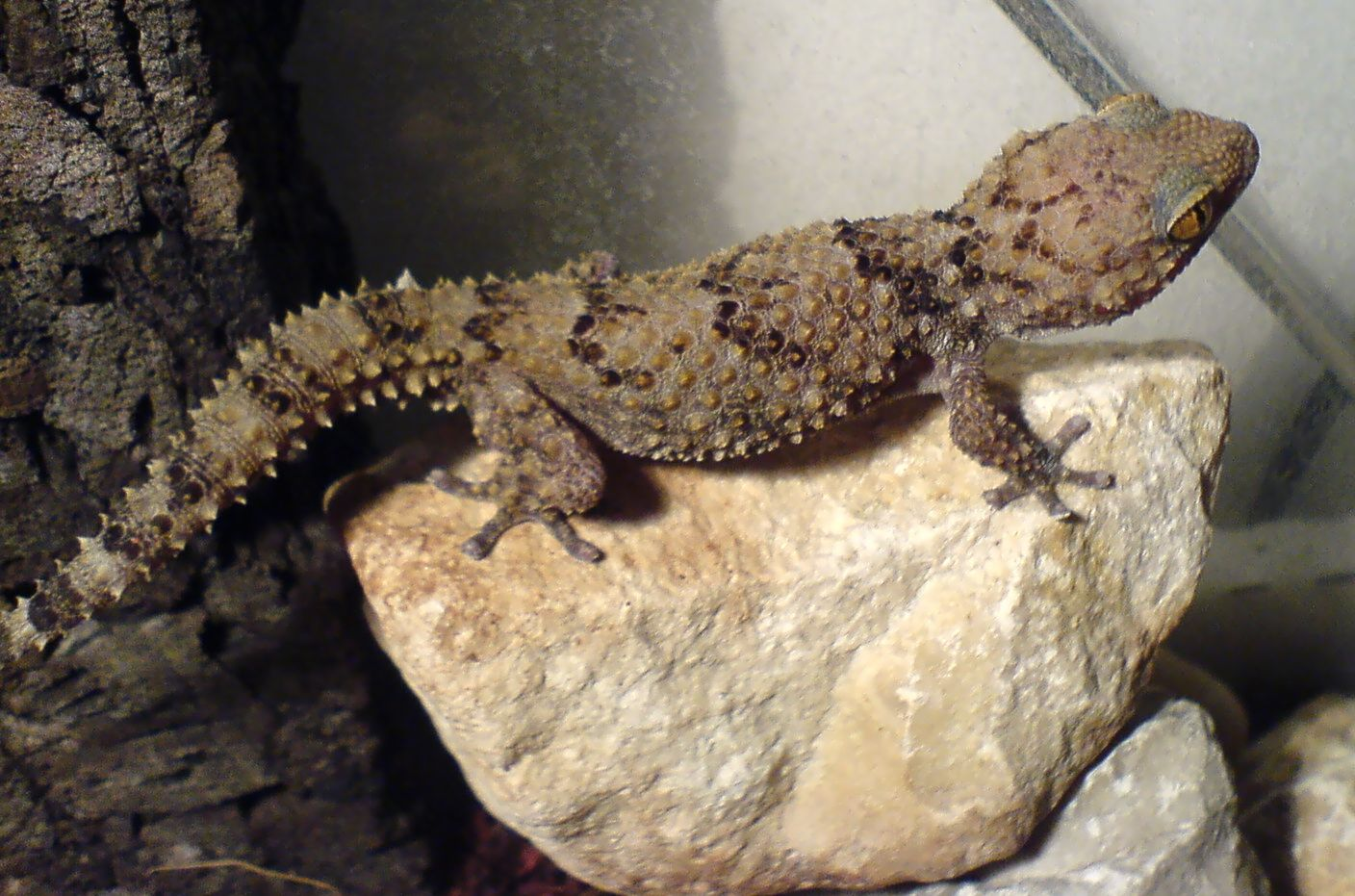
Pachydactylus bibronii
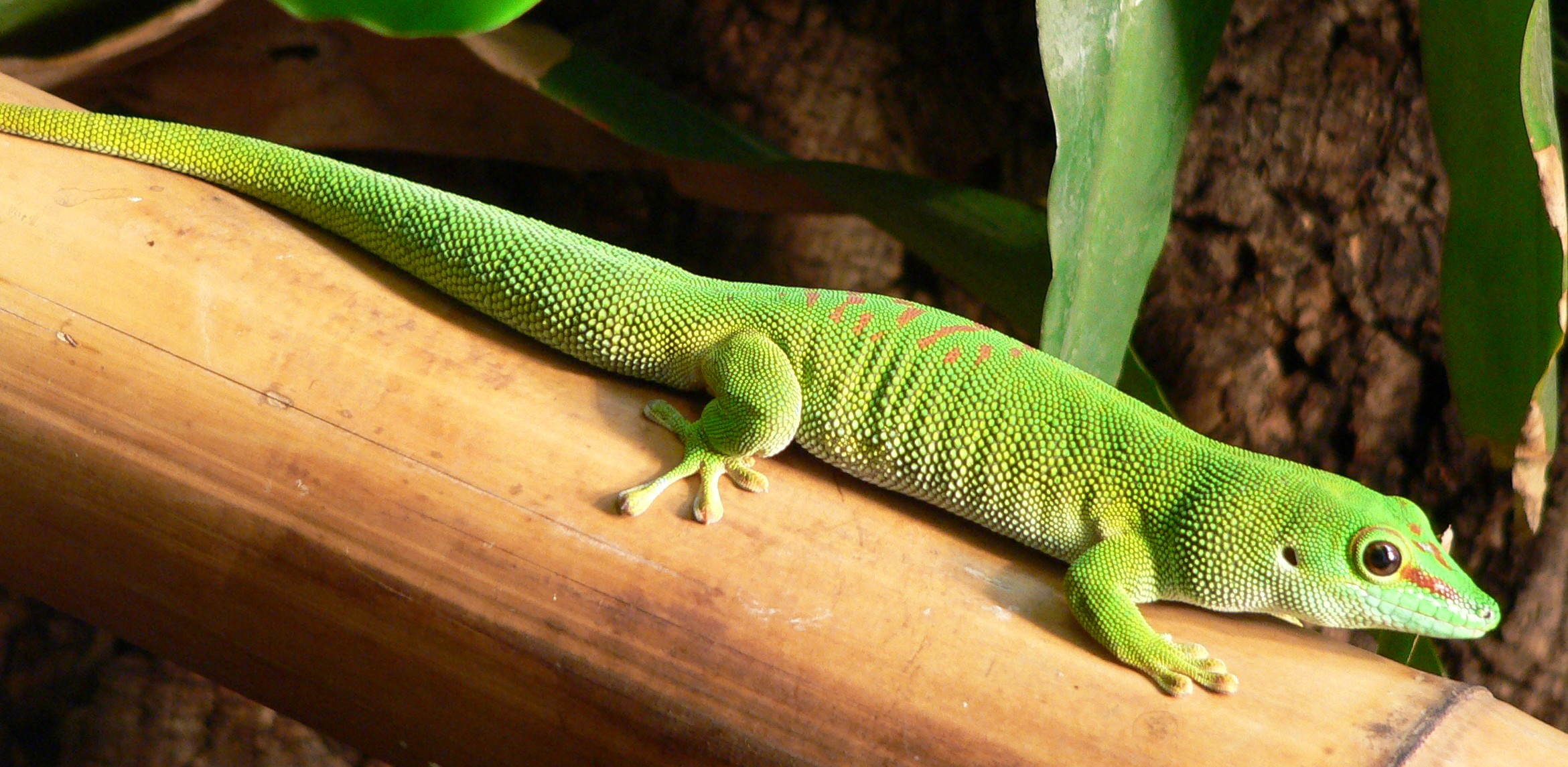
felzuma madagaskarská (Phelsuma madagascariensis)
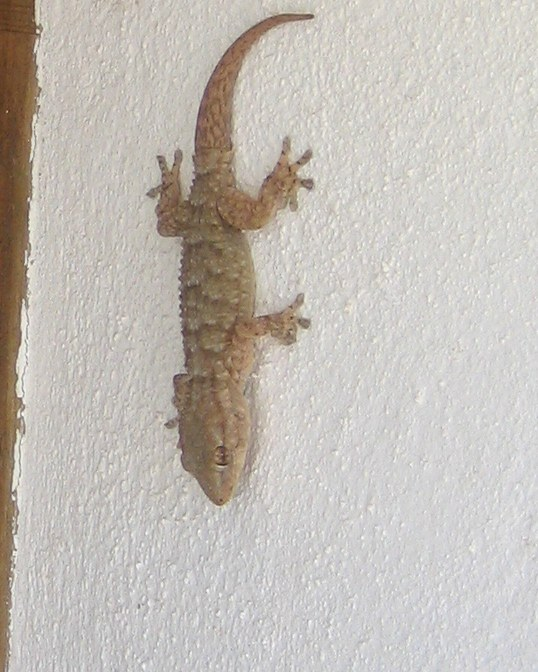
gekon zední (Tarentola mauritanica)
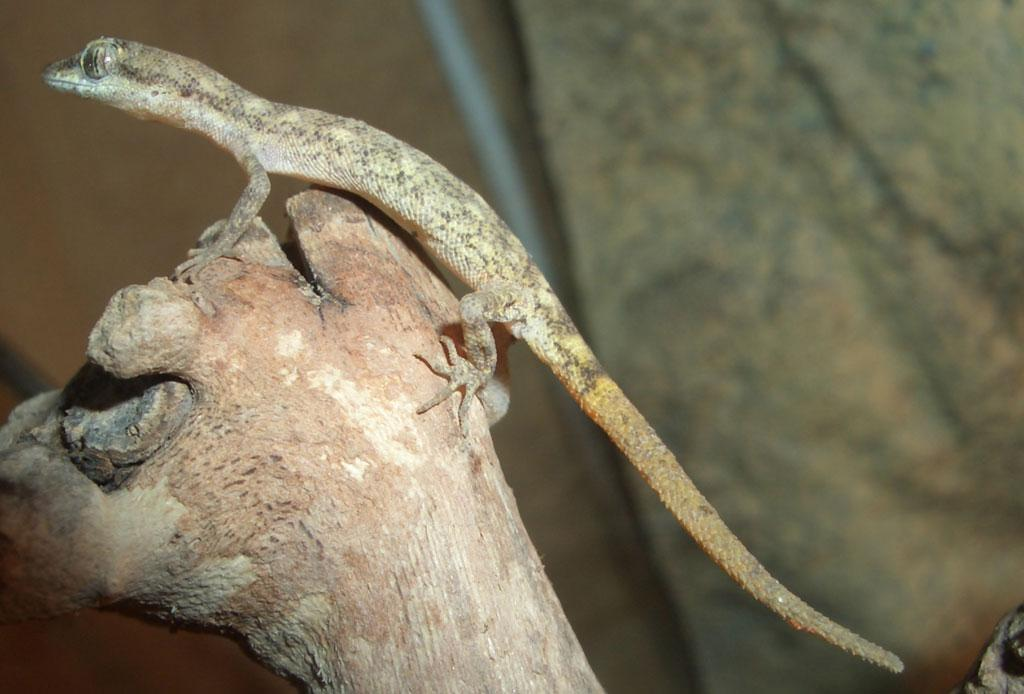
Tropiocolotes steudneri

## Potrava
Gekoni jsou převážně masožraví, živí se hmyzem, malými obratlovci a ještěry. Občas ale lížou i sladké ovoce.